# Hordiivka, Trosteaneț
Hordiivka (în ucraineană Гордіївка) este localitatea de reședință a comunei Hordiivka din raionul Trosteaneț, regiunea Vinnița, Ucraina.

## Demografie
Componența lingvistică a localității Hordiivka
     Ucraineană (98,02%)
     Rusă (1,77%)
     Alte limbi (0,14%)
Conform recensământului din 2001, majoritatea populației localității Hordiivka era vorbitoare de ucraineană (98,02%), existând în minoritate și vorbitori de rusă (1,77%).